# Dendrobium brevicaule
Dendrobium brevicaule är en orkidéart som beskrevs av Robert Allen Rolfe. Dendrobium brevicaule ingår i släktet Dendrobium, och familjen orkidéer.

## Underarter
Arten delas in i följande underarter:
- D. b. brevicaule
- D. b. calcarium
- D. b. pentagonum